# Civitates orbis terrarum

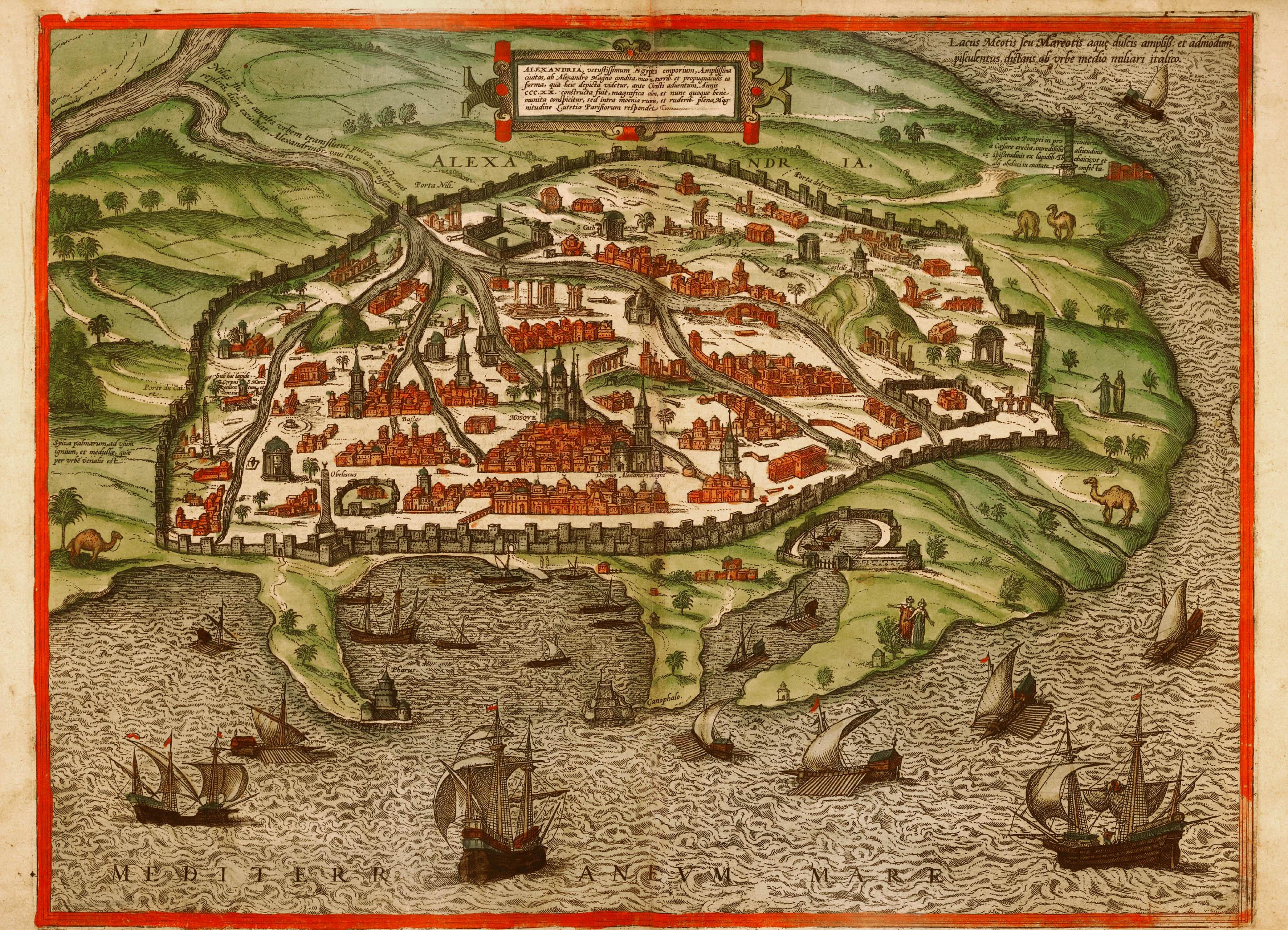
Aleksandria, Civitates orbis terrarum (tom VI, 1617)

Civitates orbis terrarum – atlas miast świata wydany w Kolonii w latach 1572–1618 przez Georga Brauna i Fransa Hogenberga. W sześciu tomach zawarto 546 sztychów, przedstawiających widoki, z perspektywy lotu ptaka, miast Europy i niektórych ważnych miast Azji, Afryki i Ameryki Łacińskiej. Ukazały się wydania łacińskie, niemieckie i francuskie.

## Twórcy i historia dzieła
Zamierzeniem G. Brauna było uzupełnienie wydanego w roku 1570 atlasu Theatrum Orbis Terrarum Abrahama Orteliusa. W Civitates znalazły się perspektywiczne plany miast i inne ilustracje, sporządzone przez ponad 100 kartografów, topografów, malarzy i grafików. Były one przenoszone na płyty miedziane metodą grawerską. Większość rytów wykonał Frans Hogenberg. Był on wcześniej współpracownikiem Abrahama Orteliusa – wykonał większość sztychów do Theatrum. Grawerowane matryce (formy) pokrywano ręcznie farbami, co umożliwiało druk odbitek barwnych.
Poza Georgiem Braunem i Fransem Hogenbergiem głównym współtwórcą dzieła był flamandzki malarz i grafik, Joris Hoefnagel (Georg, 1542–1600). Wymieniani są ponadto: Jakob Hoefnagel (syn Jorisa, który po śmierci ojca kontynuował jego prace), holenderski geodeta Jacob van Deventer, znany też jako Jacob Roelofszof (1505–1575) – twórca wcześniej niepublikowanych planów miast holenderskich, angielski kartograf William Smith, Heinrich Rantzau, znany też jako łac. Rantzovius (1526–1599) – twórca map miast Europy Północnej, głównie duńskich, grawer Simon Novellanus i Cornelius Caymox. Wykorzystano również m.in. drzeworyty Stumpfa ze Schweizer Chronik (1548), widoki Münster, opublikowane w latach 1550 i 1572 w Cosmographia, mapy Sebastiana Münstera z ok. 1550 roku.
Mapy uzupełniano opisem (głównie autorstwa Brauna). Obok nich zamieszczano dodatkowe ilustracje, np. herby miast lub scenki rodzajowe z postaciami w regionalnych strojach. Miało to nie tylko zwiększyć autentyczność obrazów, ale również sprawić, że nie będą one wykorzystywane w celach wojskowych przez Turków – wyznawców islamu, którym religia zabrania patrzeć na przedstawienia ludzkich postaci.

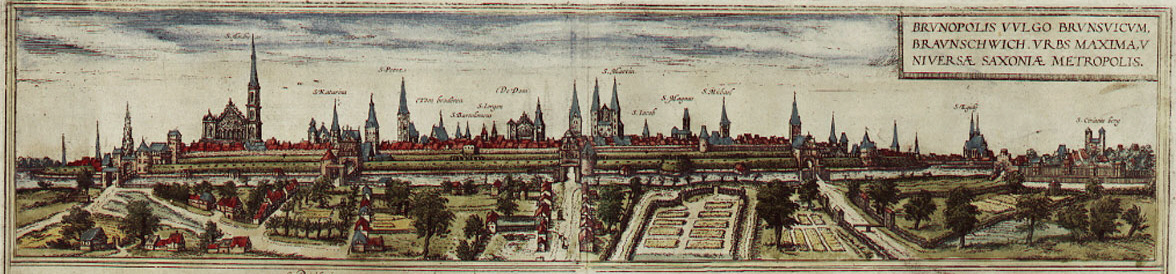
Brunszwik 1572, Georg Braun i Frans Hogenberg, Civitates orbis terrarum, 1593

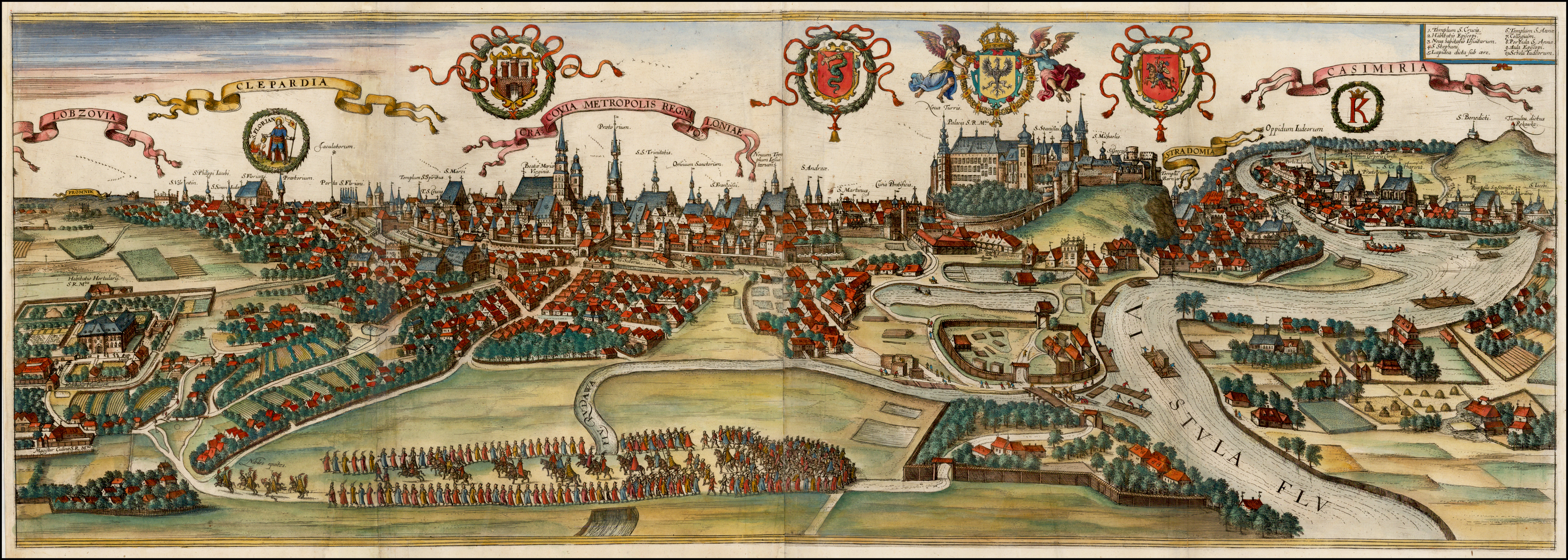
Łobzów, Kleparz, Kraków (Cracovia metropolis Regni Poloniae), Stradom, Kazimierz: Civitates orbis terrarum, 1617

Od roku 1653 kolejne wydania Civitates drukował, korzystając z oryginalnych płyt miedzianych, holenderski podróżnik i kartograf, Jan Janssonius (Johannes Jansson, 1588–1664). W kolejnych latach zostały sprzedane na aukcji. Frederick de Wit, który je zakupił, dokonał przeróbek i rozpoczął wydawanie map pod własnym szyldem.

## Zasięg geograficzny pracy kartograficznej
W sześciu tomach Civitates zawarto 546 map miast Europy i niektórych ważnych miast Azji, Afryki i Ameryki Łacińskiej. Najliczniej reprezentowane są miasta Europy Północnej, przede wszystkim niemieckie (ok. 80). Obok nich znajdują się mapy miejscowości z innych kontynentów (liczne z Afryki), np. zamieszczone w I tomie atlasu, wydanym w roku 1572, mapy Meksyku, Cuzco w Peru, Casablanki w Maroku, Mombasy w Kenii i Elminy w Ghanie lub mapa Mahdii w Tunezji, zamieszczona w wydanym w roku 1575 tomie II.

## Mapy miast współczesnej Polski
Wśród planów miast Wschodniej Europy znajdują się mapy 8 miast ówczesnej Polski, wydane w latach: 
- 1575 – tom II, wyd. I (łacińskie), Gdańsk[16],
- 1588 – tom IV, wyd. I (łacińskie), Szczecin[17]
- 1598 – tom V, wyd. I (łacińskie), Świebodzin[18]
- 1617 – tom VI, wyd. I (łacińskie), Biecz[19], Kraków (rys. Egidius van der Rye, opis: Jakob Hoefnagel)[20], Lublin[21], Łowicz[22], Poznań[23], Warszawa[24], Zamość[25], Kalwaria Zebrzydowska[26], Krosno[27], Sandomierz[19]

## Inne miasta Europy Wschodniej
W atlasie znajdują się – poza mapami miast współczesnej Polski – mapy innych historycznych miast Europy Wschodniej, m.in.: Budapeszt (tom I, 1572), Praga (tom I, 1572), Cheb (1572, tom I), Grodno (tom II, 1575), Wilno (tom III, 1581), Bratysława (tom IV, 1588), Brno (tom VI, 1617), Lwów (tom VI, 1617).